# 民大火
民 大火（たみ の おおひ）は、飛鳥時代の人物。姓は直、後に連、忌寸。位階は従五位下。贈正五位上。
672年の壬申の乱で大海人皇子（天武天皇）側の高市皇子に従って都を脱した。

## 出自
民氏は倭漢氏（東漢氏）の一族とする渡来人系氏族である。

## 経歴
壬申の乱が勃発したとき、民大火は近江大津京にいたらしい。大海人皇子の挙兵を知ってその子高市皇子が大津京を脱出し、6月25日に鹿深を越えて積殖山口で大海人皇子の一行に合流したとき、皇子には民大火以外に赤染徳足、大蔵広隅、坂上国麻呂、古市黒麻呂、竹田大徳、胆香瓦安倍が従っていた。鹿深は近江国甲賀郡、積殖山口は、後の伊賀国阿拝郡柘植郷（現在の伊賀市柘植）と推定される。当時は伊勢国に属した。
天武天皇11年（682年）5月16日に、倭漢直は連の姓を与えられた。14年（685年）6月20日に、倭漢連は忌寸の姓を与えられた。倭漢氏に属する民氏もこれによって姓を変えたと考えられる。
大宝3年（703年）7月23日に、従五位下民忌寸大火は正五位上の位を贈られ、また、弔いの贈り物をする使者が遣わされた。この日かそれより少し前に死んだと思われる。